# بونشو (دوره)
بونشو (به ژاپنی: 文正 Bunshō) نام یک عصر تاریخی ژاپنی بود. این عصر بعد از کانشو و قبل از اونین قرار داشت و از فوریه ۱۴۶۶ تا مارس ۱۴۶۷ میلادی به طول انجامید. در طی این عصر امپراتور گو-تسوتشیمیکادو امپراتور ژاپن بود.